# Баулін Юрій Васильович
Ю́рій Васи́льович Бау́лін (нар. 2 вересня 1953, Станично-Луганське, Станично-Луганський район, Ворошиловградська область, Українська РСР) — український правознавець, доктор юридичних наук, професор, дійсний член Національної академії правових наук України, Заслужений діяч науки і техніки України. Брав участь у підготовці проектів Бюджетного, Податкового та Кримінального кодексів України. Суддя Конституційного Суду України до 3 червня 2017 року.
З 18 березня 2014 до 20 березня 2017 року — Голова Конституційного Суду України.

## Життєпис
Юрій Васильович Баулін народився 2 вересня 1953 року у селищі міського типу Станично-Луганське (нині Станиця Луганська), Станично-Луганського району, Ворошиловградської області (нині Луганська область). У віці 16-ти років, у серпні 1970 року Юрій Баулін розпочав трудову діяльність учнем токаря, а згодом токарем, старшим інспектором з кадрів механічного цеху Ворошиловградського заводу колінчастих валів (завод імені 20-річчя Жовтня), де пропрацював три роки. Того ж року юнак поступив у Харківський юридичний інститут імені Ф. Дзержинського, який закінчив 1975 року. Згодом з серпня до листопада того ж року Юрій Васильович був асистентом кафедри кримінального права, а згодом пройшов строкову військову службу.
Після служби в армії у листопаді 1976 року Юрій Васильович повернувся до Харківського юридичного інституту імені Ф. Дзержинського (що згодом став Національною юридичною академією України імені Ярослава Мудрого), де працював на кафедрі кримінального права. Там юрист спочатку був асистентом, згодом аспірантом, старший викладачем, в.о. доцента та доцентом. Кандидатську дисертацію Юрій Баулін написав 1981 року на тему «Право громадян на затримання злочинця за радянським кримінальним законодавством», (за спеціальністю 12.00.08). З 1988 року став докторантом цього ВНЗ. З 1991 року Баулін обіймав посаду доцента і того ж року написав докторську дисертацію на тему «Кримінально-правові проблеми вчення про обставини, що виключають злочинність (суспільну небезпеку і протиправність) діяння» (за тією ж спеціальністю), що дозволило вже наступного, 1992 року, отримати ступінь доктора юридичних наук. А ще через рік він отримав звання професора і згодом став заступником декана заочного факультету. 1996 року Юрій Васильович був обраний членом-кореспондентом Академії правових наук України (нині Національна академія правових наук України). У 2005–2008 роках уродженець Луганщини обіймав посади спочатку в.о. директора, а згодом директора Інституту вивчення проблем злочинності Національної академії правових наук України, що знаходиться у місті Харкові. У той же час він став академіком НАПрНУ.
4 лютого 2008 року указом Президента України, Віктора Ющенка, призначений суддею Конституційного Суду України. Присягу Юрій Васильович склав 3 червня 2008 року. Через три роки, 4 листопада 2011 року, на спеціальному пленарному засіданні Конституційного Суду України Баулін був обраний заступником Голови Конституційного Суду України. А ще через три роки, 18 березня 2014 року, на такому ж засіданні, відповідно до статті 148 Конституції України і статті 20 Закону України «Про Конституційний Суд України» відбулися вибори нового голови Суду. За результатами таємного голосування головою Конституційного Суду України був обраний суддя Юрій Баулін.
26 липня 2015 року, близько 20 години, на трасі Київ — Харків, автомобіль, у якому перебував Ю. Баулін, потрапив у дорожньо-транспортну пригоду. 21 вересня Юрій Баулін повернувся на роботу після лікування.
20 березня 2017 року пішов у відставку з посади Голови Конституційного Суду.
3 червня 2017 року припинив повноваження Судді Конституційного Суду України через припинення строку повноважень.

## Наукова діяльність
Баулін — автор понад 200 наукових праць[джерело?] з проблем кримінального та конституційного права. Досліджує методологічні проблеми кримінального права, проблеми кримінальної відповідальності та її підстав, а також обставини, що виключають кримінальну відповідальність, та підстави звільнення від неї. Серед наукових праць:
- «Право граждан на задержание преступника» (1986),
- «Уголовная ответственность за незаконное обращение с наркотическими средствами» (у співавторстві, 1988),
- «Обстоятельства, исключающие преступность деяния» (1991),
- «Согласие „потерпевшего“ как обстоятельство, исключающее преступность деяния» (2007),
- «Кримінальне право України: Загальна частина» (у співавт., 2001, 2003, 2004, 2007, 2010),
- «Кримінальне право України: Особлива частина» (у співавт., 2001, 2003, 2004, 2007, 2010),
- «Кримінальний кодекс України: Науково-практичний коментар» (2003, 2004, 2006),
- «Потерпілий від злочину (міждисциплінарне правове дослідження)» (у співавторстві, 2008),
- «Конституція України. Науково-практичний коментар» (у співавторстві, 2011),
- «Правовая система Украины: история, состояние и перспективы, в 5 т.» (у співавторстві, 2011),
- «Правова система України: історія, стан та перспективи» Т. 5 (2012),
- «Великий енциклопедичний словник» (у співавторстві, 2012).

## Нагороди
- Лауреат Премії імені Ярослава Мудрого (2001);
- Лауреат Премії імені Ярослава Мудрого (2002);
- Кавалер ордену «За заслуги» 3-го ступеня (2003)[7];
- Лауреат Державної премії України в галузі науки і техніки (2006)[8];
- Звання Заслужений діяч науки і техніки України (2009)[9];
- Лауреат Премії імені Ярослава Мудрого (2011).

## Особисте життя
Юрій Васильович Баулін одружений. Разом із дружиною Галиною Йосипівною (нар. 1951), яка працює адвокатом, виховав сина Олександра (нар. 1975), нині юриста.